# Вовченко Микита Ігорович
Микита Ігорович Вовченко (нар. 21 жовтня 1993) — український футболіст, півзахисник нижчолігового польського клубу «Блекитни».

## Життєпис
У ДЮФЛУ з 2006 по 2010 рік виступав за «Кремінь». Напередодні старту сезону 2010/11 років переведений до першої команди «Кременя». У футболці кременчуцького клубу дебютував 11 вересня 2010 року в програному (2:3) домашньому поєдинку 8-го туру групи В Другої ліги України проти криворізького «Гірника». Микита вийшов на поле на 87-й хвилині, замінивши Руслана Борша. Першим голом у професіональному футболі відзначився 16 квітня 2011 року на 33-й хвилині виїзного (1:1) нічийного поєдинку 15-го туру групи Б Другої ліги України проти запорізького «Металурга-2». Вовченко вийшов на поле в стартовому складі та відіграв увесь матч. За півтора сезони, проведені в «Кремені», зіграв 26 матчів (2 голи) в Другій лізі України, ще 3 поєдинки (2 голи) провів у кубку України. Під час зимової перерви сезону 2011/12 років перебрався до «Ворскли». У полтавському клубі провів півтора сезони, але виступав виключно за юнацьку та молодіжні команди. У березні 2013 року відправився в оренду до свого колишнього клубу, «Кременя». У весняно-літній частині сезону 2012/13 років зіграв 8 матчів у Другій лізі України. На початку червня 2013 року повернувся до «Ворскли».
Влітку 2013 року перейшов до «Оболоні-Бровара». У футболці столичного клубу дебютував 3 серпня 2013 року в переможному (1:0) виїзного поєдинку 4-го туру Другої ліги України проти херсонського «Кристалу». Микита вийшов на поле в стартовому складі, а на 77-й хвилині його замінив Євгеній Пронак. Єдиними голами за «Оболонь-Бровар» відзначився 11 серпня 2013 року на 49-й та 57-й хвилинах нічийного (2:2) домашнього поєдинку 5-го туру Другої ліги України проти свердловського «Шахтаря». Вовченко вийшов на поле в стартовому складі, а на 86-й хвилині його замінив Мар'ян Литовчак. У першій половині сезону 2013/14 років зіграв 10 матчів (2 голи) у Другій лізі, ще 1 поєдинок провів у кубок України. У 2014 році виступав за «Рокиту» в чемпіонаті Полтавської області. На початку березня 2015 року перебрався до «Полтави». У футболці «городян» дебютував 21 березня 2015 року в програному (0:2) виїзному поєдинку 18-го туру Першої ліги України проти київського «Динамо-2». Вовченко вийшов на поле на 65-й хвилині, замінивши Максима Боровця. Дебютним голом за «Полтаву» відзначився 23 травня 2015 року на 22-й хвилині переможного (4:2) виїзного поєдинку 28-го туру Першої ліги України проти «Миколаєва». Микита вийшов на поле в стартовому складі, а на 78-й хвилині його замінив Максим Боровець. У 2015-му календарному році зіграв 19 матчів (2 голи) в Першій лізі України та 1 поєдинок у кубку України.
З січня 2016 року перебував на тренувальних зборах з Олександрією, але до підписання контракту справа так і не дійшла. На початку березня 2016 року підсилив «Десну». У футболці чернігівського клубу дебютував 26 березня 2016 року в переможному (1:0) виїзному поєдинку 19-го туру Першої ліги України проти харківського «Геліоса». Вовченко вийшов на поле на 84-й хвилині, замінивши Вадима Бовтрука. У весняно-літній частині сезону 2015/16 років зіграв 6 матчів у Другій лізі України. У липні 2016 року побував на перегляді в кременчуцькому «Кремені», але до підписання контракту справа так і не дійшла. З літа 2016 року знову виступав за «Рокиту» в чемпіонаті Полтавської області.
На початку лютого 2017 року виїхав до Польщі, де спочатку захищав кольори нижчолігового клубу «Хемік» (Полиці). На початку липня 2019 року підсилив «Пущу». У футболці непомолицького клубу дебютував 27 липня 2019 року в нічийному (0:0) домашньому поєдинку 1-го туру Першої ліги проти «Ястшеб'я». Микита вийшов на поле в стартовому складі, а на 64-й хвилині його замінив Конрад Новак. У сезоні 2019/20 року зіграв 1 матч у Третій лізі за «Хемік» (Полиці). Влітку 2020 року перебрався до іншого третьолігового клубу «Котвиця» (Колобжег), якому допоміг посісти 9-те місце в 2-й групі. Потім виступав за скромні польські колективи «Вибжеже Ревальське» (Реваль) та «Гутник» (Щецин). На початку лютого 2022 року підписав контракт з «Блекитни». У футболці нового клубу дебютував 19 березня 2022 року в нічийному (1:1) домашньому поєдинку 20-го туру 2-ї групи Третьої ліги проти «Столема» (Ґневіно). Микита вийшов на поле на 83-й хвилині, замінивши Бартоломея Здунека. Першим голом за старградський клубу відзначився 8 квітня 2022 року на 90-й хвилині нічийного (1:1) виїзного поєдинку 23-го туру 2-ї групи Третьої ліги проти «Балтика» (Гдиня). Вовченко вийшов на поле на 83-й хвилині, замінивши Марцина Райха.

## Досягнення
«Кремінь» (Кременчук)
- Друга ліга України
  -  Срібний призер (1): 2009/10